# Tolumnia guianensis
Tolumnia guianensis – gatunek epifitycznych roślin z rodziny storczykowatych (Orchidaceae) będący endemitem Haiti w Ameryce Środkowej. Rośliny te występują w wilgotnych lasach subtropikalnych od poziomu morza do 700 metrów. Kwitną późną zimą. 
Liście brązowozielone, skórzaste, łukowato wygięte, w liczbie do 5–6. Kwiatostan do 40 cm, groniasty, czasem z krótkimi odgałęzieniami (wiechowaty), wielokwiatowy (do 20 kwiatów). Kwiaty mają około 2,5 cm średnicy.

## Systematyka
Gatunek rodzaju Tolumnia sklasyfikowany do podplemienia Oncidiinae w plemieniu Cymbidieae, podrodzina epidendronowe (Epidendroideae), rodzina storczykowate (Orchidaceae), rząd szparagowce (Asparagales) w obrębie roślin jednoliściennych.